# La Villeneuve-lès-Charleville
La Villeneuve-lès-Charleville  là một xã thuộc tỉnh Marne trong vùng Grand Est đông nam nước Pháp. Xã này nằm ở khu vực có độ cao trung bình 216 mét trên mực nước biển.